# Absonemobius nauta
Absonemobius nauta är en insektsart som beskrevs av Desutter-grandcolas 1993. Absonemobius nauta ingår i släktet Absonemobius och familjen syrsor. Inga underarter finns listade i Catalogue of Life.